# Bréançon
Bréançon – miejscowość i gmina we Francji, w regionie Île-de-France, w departamencie Dolina Oise.
Według danych na rok 1990 gminę zamieszkiwało 311 osób, a gęstość zaludnienia wynosiła 29 osób/km² (wśród 1287 gmin regionu Île-de-France Bréançon plasuje się na 921. miejscu pod względem liczby ludności, natomiast pod względem powierzchni na miejscu 341.).